# NSAP adresa
NSAP adresa, adresa síťového přístupového bodu služby (anglicky Network Service Access Point address), definovaná v normě ISO/IEC 8348, je rozlišovacím návěstím (rozlišovačem) pro přístupový bod služby (anglicky Service Access Point, SAP) na síťové vrstvě v sítích OSI.
NSAP adresa přibližně odpovídá IP adrese v protokolu IP; identifikuje uzel (zařízení) připojený do sítě používající OSI protokoly (např. síť ATM). Na transportní vrstvě se podobně používá transportní přístupový bod služby (transportní SAP – TSAP), který identifikuje konkrétní službu na určitém uzlu a odpovídá TCP nebo UDP portu v TCP/IP sítích. ATM může také (volitelně, záleží na aplikaci) používat prezentační přístupový bod služby (PSAP) a relační přístupový bod služby (SSAP).
Centrální autoritou pro přidělování NSAP adres je Mezinárodní organizace pro normalizaci (ISO), která přidělování deleguje na další instituce, obvykle národní normalizační nebo telekomunikační organizace. Existují různá schémata NSAP adres; v telefonních sítích se používá schéma založené na E.164, což je adresní formát mezinárodních telefonních čísel.
NSAP adresy neurčují, kde se nacházejí příslušný uzel sítě. Pro směrování OSI paketů musí směrovač převést NSAP adresu na SNPA (anglicky SubNetwork Point of Attachment, podsíťový bod připojení). Příkladem SNPA na linkové vrstvě je Identifikátor virtuálního okruhu (anglicky Virtual Circuit Identifier, VCI) v ATM. Pokud jsou OSI pakety posílány zapouzdřené v IP paketech, je za SNPA považována IP adresa.
V současné době je velká část síťové infrastruktury tvořena sítěmi SDH/SONET, ve kterých jsou NSAP adresy široce používány. NSAP adresy jsou obvykle přidělovány pracovníky správy sítě/NOC, tak aby byly v rámci organizace unikátní (pro tuto organizaci) a aby vycházely ze zeměpisné polohy s využitím telefonních kódů země.
NSAP adresy se používají v následujících síťových technologiích založených na OSI:
- V ATM sítích s přepínatelnými virtuálními okruhy
- V X.25 (viz ITU-T X.121 pro adresování ve veřejných datových sítích)
- Frame Relay
- Intermediate System to Intermediate System
- Sítě SDH a SONET.

Adresy ve stylu NSAP používá směrovací protokol Intermediate System to Intermediate System (IS-IS).